# Mihail Mordvinov
Mihail Dmitrievici Mordvinov (în rusă Михаил Дмитриевич Мордвинов; n. 1862 – d. 1927) a fost un om de stat rus, viceguvernator al Basarabiei și al regiunii Ural.

## Biografie
După absolvirea liceului Aleksandrovsk în 1884, a fost încadrat în Ministerul imperial al Afacerilor Externe.
În 1887 s-a stabilit la domeniul său din gubernia Samara, unde deținea 10.069 de zeciuieli, fiind ales magistrat onorific. În 1891 s-a alăturat supraveghetorilor rurali din ținutul Buguruslansk, iar în anul următor a fost ales în funcția de președinte al consiliului de zemstvă din aceeași gubernie. În 1893 a fost ales mareșal al nobilimii din ținutul Bugulma, poziția pe care a ocupat-o până în 1899. În perioada 1905–1909 a îndeplinit funcția de mareșal al nobilimii din ținutul Buguruslan.
La 30 iunie 1909 a fost numit viceguvernator al Basarabiei, iar la 31 decembrie 1910 a fost transferat la aceeași poziție în regiunea Ural. Mordvinov a avut gradele de consilier de stat (1907) și șambelan (1907).
După Revoluția din Octombrie a emigrat în Polonia, unde a și decedat în 1927.